# Mihai Viteazu (Cluj)
Mihai Viteazu é uma comuna romena localizada no distrito de Cluj, na região histórica da Transilvânia. A comuna possui uma área de 47.53 km² e sua população era de 5777 habitantes segundo o censo de 2007.